# Sparring

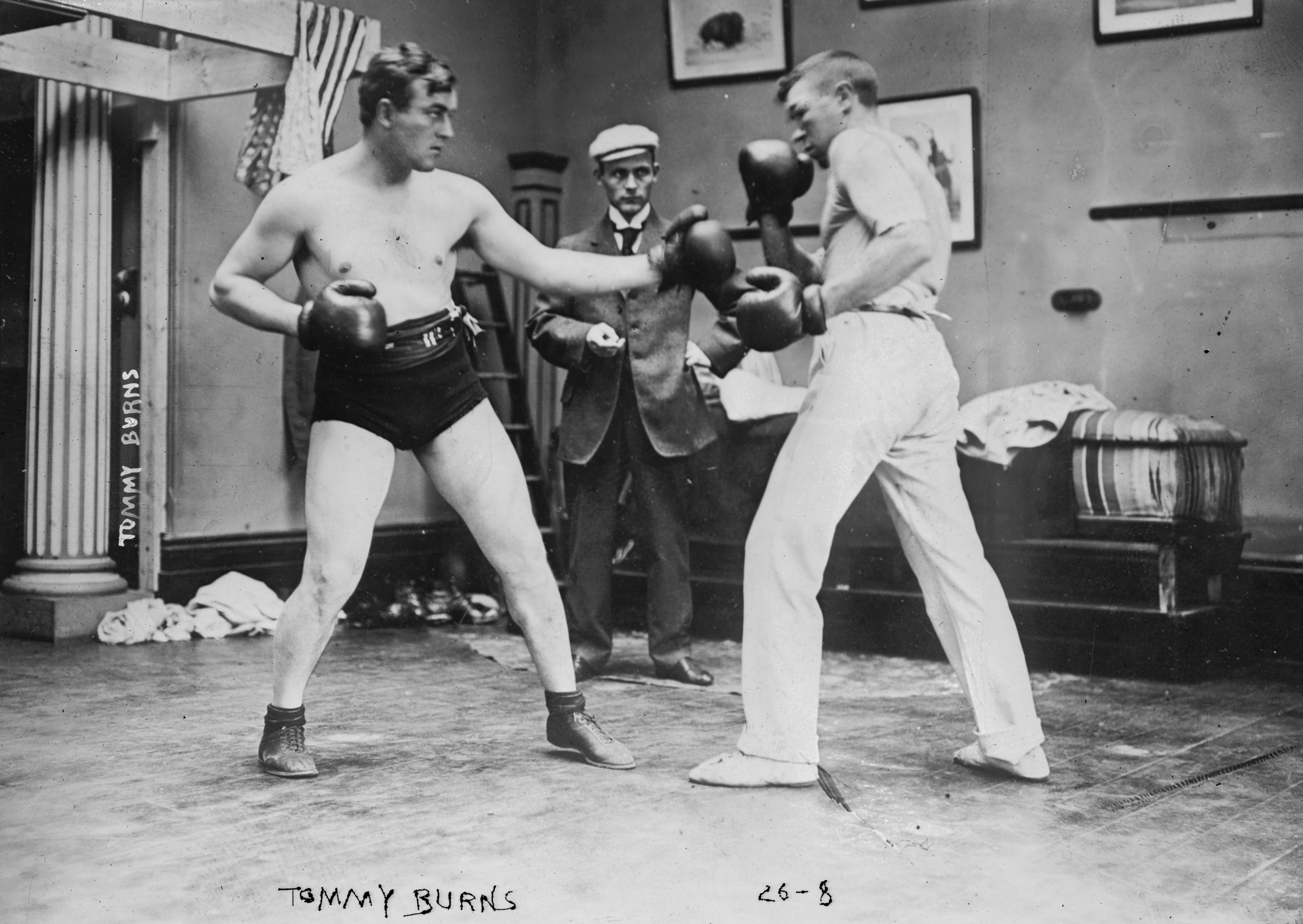
El boxeador canadiense Tommy Burns entrenando con un sparring

Sparring es un término inglés utilizado para referirse a una forma de entrenamiento común en varios deportes de combate. A pesar de los diversos tipos de sparring que emplea cada tipo de arte marcial, el sparring es algo habitual en los entrenamientos de combates. Generalmente, el sparring consiste en una forma libre de combate, con reglas mínimas o acuerdos informales, que evitan causar lesiones. Este tipo de sparring se considera el método más eficaz para aplicar las técnicas aprendidas anteriormente a través de la teoría. El sparring se realiza durante el ejercicio como medio para perfeccionar la técnica. Es sólo una función y no un adversario.
En el lenguaje común, el sparring es especialmente común en el boxeo, como entrenamiento preparatorio, con vistas al perfeccionamiento técnico-formal. Otras artes marciales orientales utilizan términos similares. Por ejemplo, en las artes marciales chinas se utiliza el término duilan. En el judo, se utiliza el término randori y en el kárate la palabra kumite (aunque estos términos están asociados a una forma de comparar a los atletas y no sólo para el entrenamiento y la competición).